# ورنر پوتسرنهایم
ورنر پوتسرنهایم (انگلیسی: Werner Potzernheim; ۸ مارس ۱۹۲۷ – ۲۲ آوریل ۲۰۱۴) دوچرخه‌سوار اهل آلمان بود.
وی همچنین برندهٔ جوایزی همچون برگ بوی نقره‌ای شده‌است.
وی در مسابقات کشوری و بین‌المللی در مجموع برندهٔ ۱ مدال برنز شده‌است.